# Úštěk-České Předměstí
Úštěk-České Předměstí je část města Úštěk v okrese Litoměřice. Nachází se na západě Úštěku. Prochází zde silnice I/15, silnice II/260. V roce 2009 zde bylo evidováno 116 adres. V roce 2001 zde trvale žilo 304 obyvatel.
Úštěk-České Předměstí leží v katastrálním území Úštěk o výměře 6,49 km2.